# Avery (Califórnia)
Avery é uma Região censo-designada localizada no estado americano da Califórnia, no Condado de Calaveras.

## Geografia
A área total da cidade é de 11,7 km².

## Demografia
De acordo com o censo de 2000, a densidade populacional é de 57,5/km² (149,1/mi²) entre os 672 habitantes, distribuídos da seguinte forma:
- 93,01% caucasianos
- 1,04% nativo americanos
- 0,60% asiáticos
- 0,30% nativos de ilhas do Pacífico
- 1,79% outros
- 3,27% mestiços
- 4,32% latinos

Existem 195 famílias na cidade, e a quantidade média de pessoas por residência é de 2,43 pessoas.

## Localidades na vizinhança
O diagrama seguinte representa as localidades num raio de 16 km ao redor de Avery. 